# Geochimica ambientale
La geochimica ambientale è la scienza ambientale che applica i metodi e concetti della geochimica per lo studio di cicli ed equilibri che interessano l'ambiente naturale, i risvolti ecologici del geochimismo, l'impatto antropico e il rischio geochimico legato all'immissione di tossici e inquinanti nel sistema ambiente.
Argomenti di interesse saliente per la geochimica ambientale sono:
- cicli biogeochimici dell'acqua e degli elementi chimici;
- equilibri chimici naturali che interessano le acque interne, il mare e il suolo;
- processi legati all'azione degli agenti atmosferici e alla mineralogia delle argille;
- destino e impatto ambientale degli inquinanti delle acque e del suolo, monitoraggio della qualità delle acque destinate a uso umano e strategie di contrasto e prevenzione dell'inquinamento;
- emissioni di tossici in ambiente derivate da attività umana (es. metalli pesanti e diossine) o dai rifiuti;
- rischio geochimico.

## Rischio geochimico
Il rischio geochimico è definito come il rischio per gli ecosistemi e la salute degli esseri viventi legato a elementi tossici presenti in ambiente che interagiscono con la biosfera. È da sottolineare che tali elementi non sono solamente il frutto dell'attività umana ma sono anche, in vario modo, ampiamente presenti in natura. Un esempio di rischio geochimico di origine naturale è quello legato alle emissione gassose di vulcani e fonti geotermiche, alle emissioni naturali di pulviscolo atmosferico o dalle emissioni radioattive di radon dal terreno. L'attività umana accresce il rischio geochimico immettendo nell'ambiente un'ulteriore quantità di tossici.